# 104년

## 연호
- 후한(後漢) 영원(永元) 16년

## 기년
- 후한(後漢) 화제(和帝) 16년
- 신라(新羅) 파사이사금(婆娑 泥師今) 25년
- 고구려(高句麗) 태조대왕(太祖大王) 52년
- 백제(百濟) 기루왕(己婁王) 28년

## 사건
- 7월 실직곡국이 신라에 반란하나 곧 진압되다.